# 亀田長潟
亀田長潟（かめだながた）は、新潟県新潟市江南区の町字。郵便番号は950-0169。

## 概要
1889年（明治22年）から現在の大字。信濃川水系小阿賀野川下流右岸、清五郎排水路右岸に位置する。
もとは江戸時代から1889年（明治22年）まであった長潟村の区域の一部で、地名の由来は、長い潟があったことによる。

### 隣接する町字
北から東回り順に、以下の町字と隣接する。
- 長潟

- 亀田早通
- 丸潟
- 鍋潟新田

## 歴史
1640年（寛永17年）の開発とされる。
- 1889年（明治22年）4月1日 : 合併により早通村の大字となる。
- 1925年（大正14年） : 合併により亀田町の大字となる。
- 2005年（平成17年）3月21日 : 合併により新潟市の大字となり、亀田長潟に改称する。
- 2007年（平成19年）4月1日 : 新潟市の政令指定都市移行により、江南区の大字となる。